# Canhoba
Canhoba este un oraș în Sergipe (SE), Brazilia.